# Raplamaa
Prowincja Rapla (est. Rapla maakond) – jedna z 15 prowincji w Estonii, znajdująca się w centralno-zachodniej części kraju.

## Podział administracyjny
Prowincja jest podzielona na 4 gmin:
Gminy wiejskie:
1. Kehtna
2. Kohila
3. Märjamaa
4. Rapla

Wcześniej, przed reformą administracyjną z 2017 roku, była podzielona na 10 gmin:
- Wiejskie: Juuru, Järvakandi, Kaiu, Kehtna, Kohila, Käru, Märjamaa, Raikküla, Rapla, Vigala

## Galeria

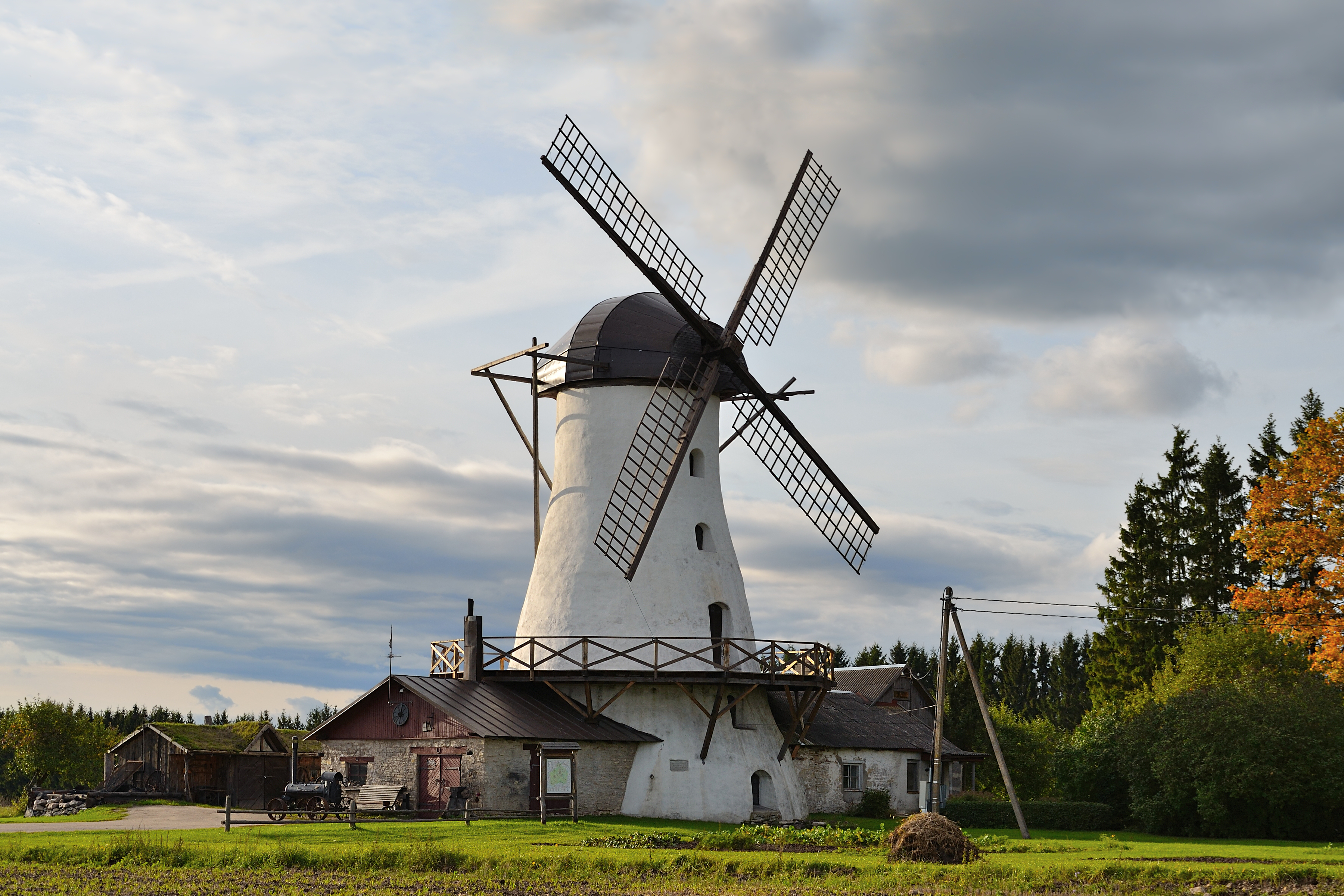
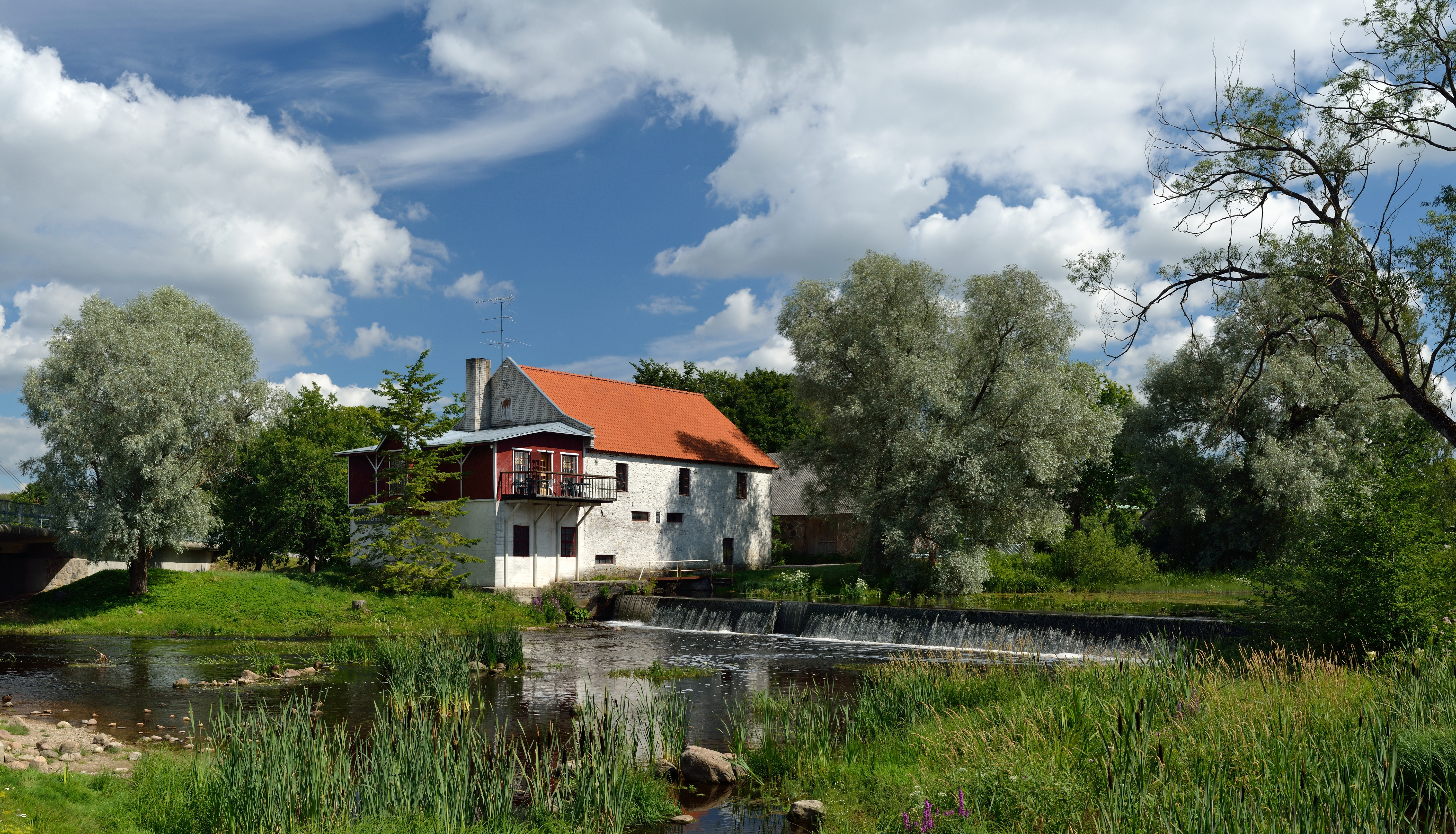
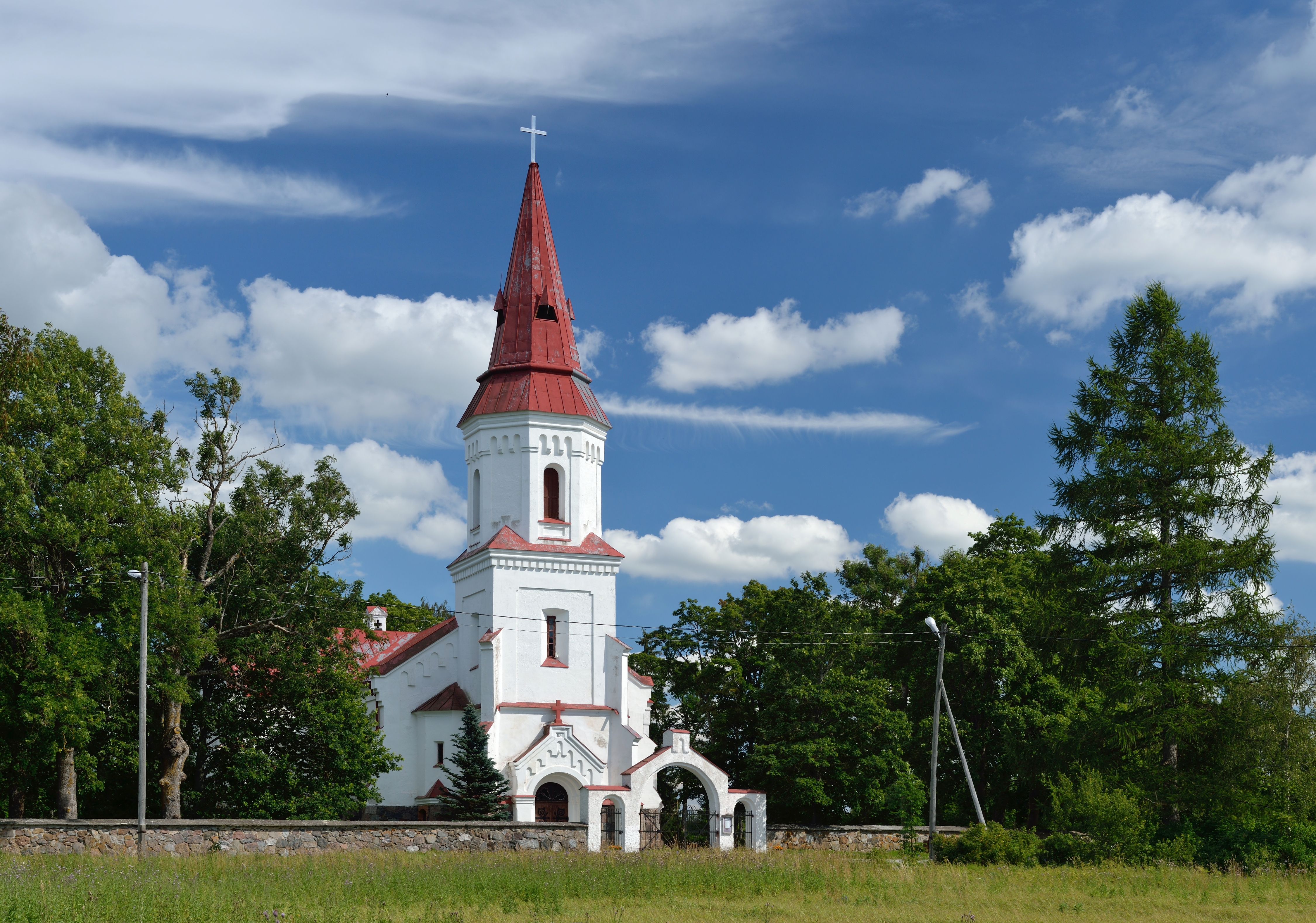
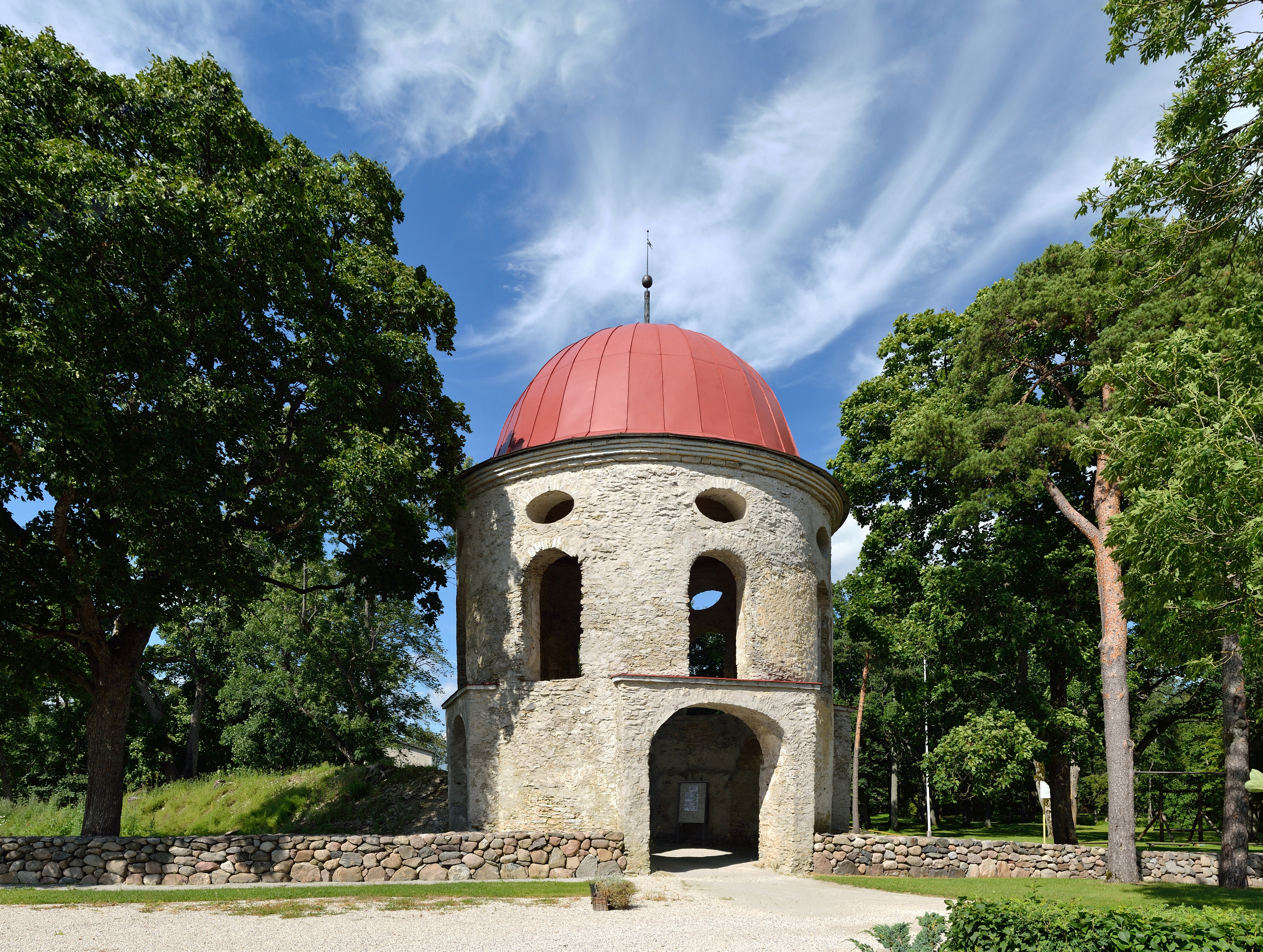
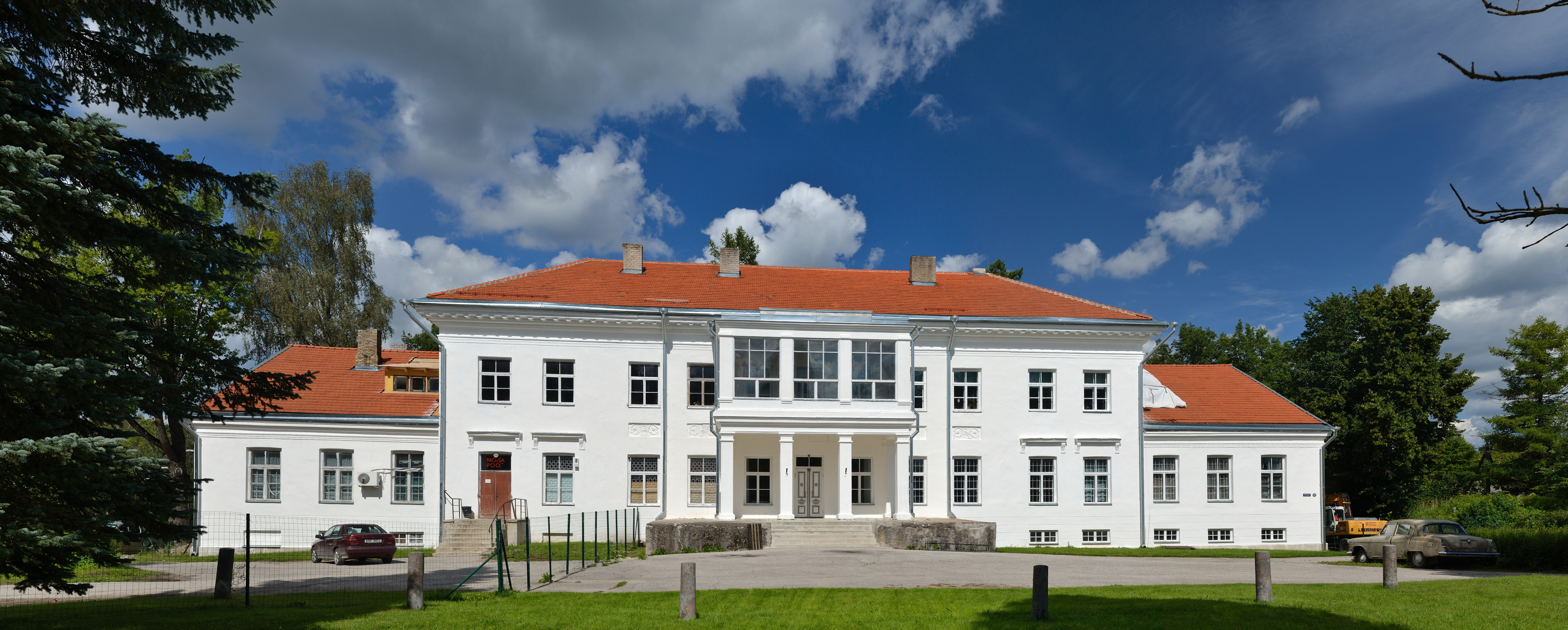
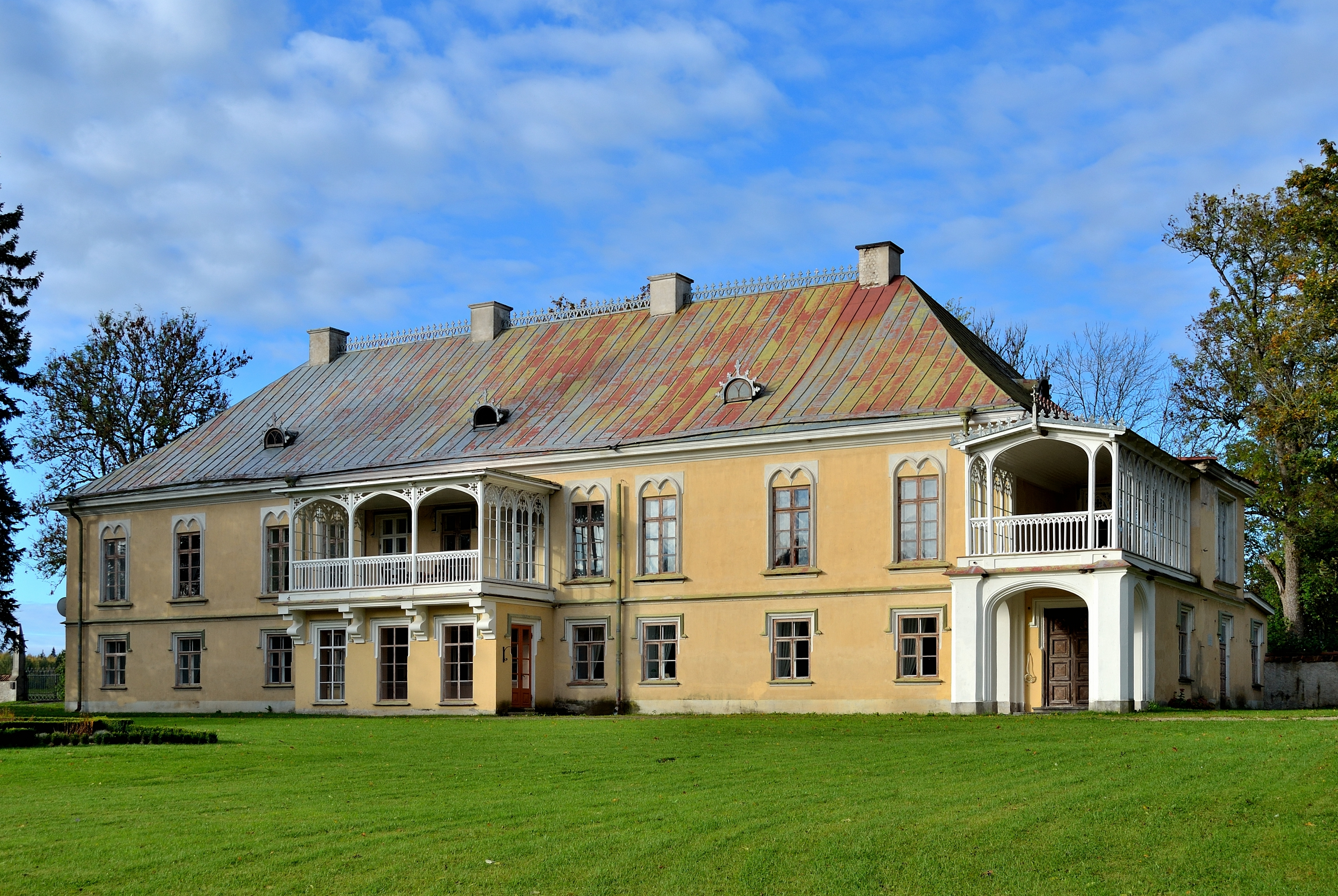